# 주교황청 대한민국 대사관
주교황청 대한민국 대사관(駐教皇廳 大韓民國 大使館)은 대한민국과 바티칸 시국(교황청) 간의 수교과 함께 1974년 이탈리아 로마에 개설된 대한민국 외교부 소속의 대사관이다. 교황청과의 외교 업무를 담당하며 이름과는 달리 바티칸 시국에 관한 영사 업무는 주이탈리아 대한민국 대사관에서 관할한다.

## 역대 공관장
| 대수        | 성명           | 취임        |
| ----------- | -------------- | ----------- |
| 제1대 대사  | 신현준(申鉉俊) | 1974년 2월  |
| 제2대 대사  | 김좌수(金左洙) | 1981년 3월  |
| 제3대 대사  | 강영훈(姜英勳) | 1985년 1월  |
| 제4대 대사  | 김경철(金庚哲) | 1987년 3월  |
| 제5대 대사  | 이시용(李時容) | 1990년 3월  |
| 제6대 대사  | 박노영(朴魯榮) | 1993년 1월  |
| 제7대 대사  | 김흥수(金興洙) | 1995년 4월  |
| 제8대 대사  | 배양일(裵洋一) | 1999년 3월  |
| 제9대 대사  | 서현섭(徐賢燮) | 2002년 2월  |
| 제10대 대사 | 성 염(成 稔)   | 2003년 7월  |
| 제11대 대사 | 김지영(金芝榮) | 2007년 9월  |
| 제12대 대사 | 한홍순(韓弘淳) | 2010년 9월  |
| 제13대 대사 | 김경석(金京錫) | 2013년 11월 |
| 제14대 대사 | 정종휴(鄭鐘休) | 2016년 2월  |
| 제15대 대사 | 이백만(李百萬) | 2018년 1월  |
| 제16대 대사 | 추규호(秋圭昊) | 2020년 11월 |
| 제17대 대사 | 오현주         | 2023년 1월  |

## 같이 보기
- 대한민국의 재외공관 목록
  - 주이탈리아 대한민국 대사관
- 대한민국-성좌 관계
- 주한 교황청 대사관